# Armorial des communes de Vaucluse
- il comporte peu ou pas de sources.
- certaines figures sont encore dans un format bitmap et doivent être vectorisées.

Cette page donne les armoiries (figures et blasonnements) des communes de Vaucluse. (Pour le blasonnement du blason départemental, voir ici).
- Haut – A
- B
- C
- D
- E
- F
- G
- H
- I
- J
- K
- L
- M
- N
- O
- P
- Q
- R
- S
- T
- U
- V
- W
- X
- Y
- Z

0 dessin(s) en attente (voir : )

## A
| Blason de Althen-des-Paluds | Blason  | De gueules à la bêche à garance d'or, accostée de deux fleurs de garance du même, à la champagne ondée d'argent et d'azur. |
| Blason de Althen-des-Paluds | Détails | Le statut officiel du blason reste à déterminer.                                                                           |

| Blason de Ansouis | Blason  | De gueules au lion d'or.                         |
| Blason de Ansouis | Détails | Le statut officiel du blason reste à déterminer. |

| Blason de Apt | Blason  | De gueules, à une épée d'or dans son fourreau de sable, bouclée d'or, la bouterolle de même. |
| Blason de Apt | Détails | Le statut officiel du blason reste à déterminer.                                             |

| Blason de Aubignan | Blason  | D'argent au bâton et au faisceau passés en sautoir, à la hache à double tranchant brochante posée en pal, le tout de gueules, accosté des lettres S et V capitales de sable. |
| Blason de Aubignan | Détails | Le statut officiel du blason reste à déterminer. |

| Blason de Aurel | Blason  | D'argent au loup ravissant d'azur, armé et lampassé de gueules, surmonté d'un lambel du même. |
| Blason de Aurel | Détails | Le statut officiel du blason reste à déterminer.                                              |

| Blason de Auribeau | Blason  | D'or à l'oreille humaine de gueules.             |
| Blason de Auribeau | Détails | Le statut officiel du blason reste à déterminer. |

| Blason de Avignon | Blason  | De gueules, à trois clefs d'or posées en fasce DeviseUnguibus et rostro (à bec et à griffes) |
| Blason de Avignon | Détails | Le statut officiel du blason reste à déterminer.                                             |

- Haut – A
- B
- C
- D
- E
- F
- G
- H
- I
- J
- K
- L
- M
- N
- O
- P
- Q
- R
- S
- T
- U
- V
- W
- X
- Y
- Z

## B
| Blason de Le Barroux | Blason  | D'argent au mont de trois coupeaux de sinople, au chef de gueules chargé de trois étoiles d'or ordonnées 2 et 1 |
| Blason de Le Barroux | Détails | Le statut officiel du blason reste à déterminer.                                                                |

| Blason de La Bastide-des-Jourdans | Blason  | Coupé : au premier de gueules au loup passant d'or, au second d'argent à la barre de gueules. |
| Blason de La Bastide-des-Jourdans | Détails | Le statut officiel du blason reste à déterminer.                                              |

| Blason de La Bastidonne | Blason  | De sable à la tour donjonnée d'or, ouverte et maçonnée du champ.                                                    |
| Blason de La Bastidonne | Détails | Conflit héraldique : la tour est présentée aussi ajourée du champ. Le statut officiel du blason reste à déterminer. |

| Blason de Le Beaucet | Blason  | De gueules aux trois besants d'argent, au chef d'or. |
| Blason de Le Beaucet | Détails | Le statut officiel du blason reste à déterminer.     |

| Blason de Beaumes-de-Venise | Blason  | D'azur aux trois taux d'or.                      |
| Blason de Beaumes-de-Venise | Détails | Le statut officiel du blason reste à déterminer. |

| Blason de Beaumettes | Blason  | D'azur au loup ravissant d'or, armé et lampassé de gueules, accompagné en chef à dextre d'une étoile de seize rais aussi d'or. |
| Blason de Beaumettes | Détails | Le statut officiel du blason reste à déterminer.                                                                               |

| Blason de Beaumont-de-Pertuis | Blason  | D'azur à la fleur de lys d'or, entrelacée avec la lettre B capitale du même. |
| Blason de Beaumont-de-Pertuis | Détails | Le statut officiel du blason reste à déterminer.                             |

| Blason de Beaumont-du-Ventoux | Blason  | De gueules à la fasce d'argent chargée de trois fleurs de lys d'azur, accompagnée en chef d'une clé d'or et d'une clé d'argent passées en sautoir et en pointe d'une croix potencée aussi d'or, cantonnée de quatre croisettes de même. |
| Blason de Beaumont-du-Ventoux | Détails | Le statut officiel du blason reste à déterminer. |

| Blason de Bédarrides | Blason  | D'azur au château de deux tours d'or, hersé et maçonné de sable, surmonté d'un calice d'argent soutenant une hostie du même . |
| Blason de Bédarrides | Détails | Conflit héraldique : le château est dessiné aussi ajourée de sable. Le statut officiel du blason reste à déterminer.          |

| Blason de Bédoin | Blason  | D'azur au mont de trois coupeaux d'argent, sommé d'une croisette latine d'or. |
| Blason de Bédoin | Détails | Le statut officiel du blason reste à déterminer.                              |

| Blason de Blauvac | Blason  | De sinople aux deux flèches d'or passées en sautoir, les pointes vers le chef. |
| Blason de Blauvac | Détails | Le statut officiel du blason reste à déterminer.                               |

| Blason de Bollène | Blason  | D'azur au château d'or, ouvert de trois portes du champ, surmonté d'une clef d'or et d'une clef d'argent passées en sautoir. DeviseConcordia turris fortissima, (la concorde : la plus forte tour) |
| Blason de Bollène | Détails | Le statut officiel du blason reste à déterminer. |

| Blason de Bonnieux | Blason  | D'azur à la clef d'or, à la lettre B capitale du même brochant sur le tout. |
| Blason de Bonnieux | Détails | Le statut officiel du blason reste à déterminer.                            |

| Blason de Brantes | Blason  | D'azur aux deux palmes adossées d'or, accostées de deux fleurs de lys du même, accompagnées en chef d'une croisette ancrée d'argent et en pointe d'un croissant du même. |
| Blason de Brantes | Détails | Le statut officiel du blason reste à déterminer. |

| Blason de Buisson | Blason  | D'azur à la clef d'or posée en fasce, accompagnée de trois têtes de lion arrachées du même. |
| Blason de Buisson | Détails | Le statut officiel du blason reste à déterminer.                                            |

| Blason de Buoux | Blason  | De gueules au pont de deux arches d'or, maçonné de sable, accompagné en chef à dextre d'une croisette cléchée, vidée et pommetée de douze pièces aussi d'or. |
| Blason de Buoux | Détails | Le statut officiel du blason reste à déterminer. |

- Haut – A
- B
- C
- D
- E
- F
- G
- H
- I
- J
- K
- L
- M
- N
- O
- P
- Q
- R
- S
- T
- U
- V
- W
- X
- Y
- Z

## C
| Blason de Cabrières-d'Aigues | Blason  | D'argent à la chèvre saillante de sable.                                                       |
| Blason de Cabrières-d'Aigues | Détails | Armes parlantes. (jeu de mots : cabri/chèvre) Le statut officiel du blason reste à déterminer. |

| Blason de Cabrières-d'Avignon | Blason  | De gueules à la chèvre saillante d'or, accompagnée en chef à dextre d'une étoile de seize rais du même. |
| Blason de Cabrières-d'Avignon | Détails | Armes parlantes. (jeu de mots : cabri/chèvre) Le statut officiel du blason reste à déterminer.          |

| Blason de Cadenet | Blason  | D'azur aux trois colombes d'argent. DeviseCaudelem |
| Blason de Cadenet | Détails | Le statut officiel du blason reste à déterminer.   |

| Blason de Caderousse | Blason  | De gueules à la clef d'or et à la clef d'argent passées en sautoir, accompagnées en chef de la lettre K capitale et en pointe de la lettre A capitale, le tout aussi d'or. |
| Blason de Caderousse | Détails | Le statut officiel du blason reste à déterminer. |

| Blason de Cairanne | Blason  | De gueules au château masuré de deux tours d'or, ouvert et ajouré du champ, maçonné de sable, accompagné en chef d'une étoile et en pointe d'une clef posée en fasce, le panneton en bas, le tout aussi d'or.                          |
| Blason de Cairanne | Détails | Adopté en 1980. |
| Blason de Cairanne | Alias   | De gueules au château de deux tours d'or, ouvert et ajouré du champ, maçonné de sable, accompagné en chef d'une étoile et en pointe d'une clef posée en fasce, le panneton en bas, le tout aussi d'or. Version utilisée par la mairie. |

| Blason de Camaret-sur-Aigues | Blason  | D'or à l'ormeau arraché de sinople, chargé de trois oranges de gueules, au chef du même chargé de la lettre C capitale du champ. |
| Blason de Camaret-sur-Aigues | Détails | Le statut officiel du blason reste à déterminer.                                                                                 |

| Blason de Caromb | Blason  | D'azur aux trois carreaux (cairons) d'argent.    |
| Blason de Caromb | Détails | Le statut officiel du blason reste à déterminer. |

| Blason de Carpentras | Blason  | De gueules au mors antique de cheval d'argent. DeviseUnitas fortitudo dissentio fragilitas (l'union fait la force, la discorde engendre la fragilité) |
| Blason de Carpentras | Détails | Le statut officiel du blason reste à déterminer. |

| Blason de Caseneuve | Blason  | D'azur au chef d'or chargé d'une maison neuve d'argent. |
| Blason de Caseneuve | Détails | Armes parlantes. * Il y a là non-respect de la règle de contrariété des couleurs : ces armes sont fautives (argent sur or). Le statut officiel du blason reste à déterminer. |

| Blason de Castellet-en-Luberon | Blason  | D'azur au pal d'argent chargé de trois tours de gueules, ouvertes et maçonnées de sable, accosté de quatre pattes de lion d'or, mouvant des flancs de l'écu, l'une sur l'autre, celles de dextre en barre et celles de senestre en bande. |
| Blason de Castellet-en-Luberon | Détails | Armes parlantes. Le statut officiel du blason reste à déterminer. |

| Blason de Caumont-sur-Durance | Blason  | D'or au lion de gueules, à la bande de sable chargée de trois coquilles d'argent, brochant sur le tout. |
| Blason de Caumont-sur-Durance | Détails | Le statut officiel du blason reste à déterminer.                                                        |

| Blason de Cavaillon | Blason  | D'azur, à une tour de clocher d'argent à dextre, et une tour crénelée de même maçonnée de sable à senestre, moins haute que la première, dont elle est séparée, le tout sur une terrasse de sinople.                                    |
| Blason de Cavaillon | Détails | * Il y a là non-respect de la règle de contrariété des couleurs : ces armes sont fautives (sinople sur argent). Conflit héraldique : la tour est dessinée ouverte et ajourée de sable. Le statut officiel du blason reste à déterminer. |

| Blason de Châteauneuf-de-Gadagne | Blason  | De gueules aux deux pals d'or, sur le tout d'argent à la bande de sable remplie d'or accompagnée de deux roses de gueules. DeviseL'obstacle augmente mon ardeur |
| Blason de Châteauneuf-de-Gadagne | Détails | Le statut officiel du blason reste à déterminer. |

| Blason de Châteauneuf-du-Pape | Blason  | D'azur au château de trois tours d'argent, celle du milieu plus haute que les autres, ouvert du champ, maçonné et ajouré de sable. |
| Blason de Châteauneuf-du-Pape | Détails | Armes parlantes. Le statut officiel du blason reste à déterminer.                                                                  |

| Blason de Cheval-Blanc | Blason  | D'azur au cheval effrayé d'argent.                                |
| Blason de Cheval-Blanc | Détails | Armes parlantes. Le statut officiel du blason reste à déterminer. |

| Blason de Courthézon | Blason  | D'azur au cornet d'or, lié et virolé de gueules, accompagné aux cantons dextre et senestre de la pointe de deux étoiles de six rais aussi d'or, et en pointe de trois clous du même posés en pairle renversé, la tête en haut. DeviseSævis tranquillus in undis (tranquille sur des ondes impétueuses) |
| Blason de Courthézon | Détails | Le statut officiel du blason reste à déterminer. |

| Blason de Crestet | Blason  | D'azur à la tour d'or, ouverte du champ, maçonnée de sable, accostée des lettres C et R capitales aussi d'or.      |
| Blason de Crestet | Détails | Conflit héraldique : la tour est dessinée aussi ajourée de sable. Le statut officiel du blason reste à déterminer. |

| Blason de Crillon-le-Brave | Blason  | D'or aux cinq cotices d'azur, au dextrochère armé de gueules empoignant une dague du même, brochant sur le tout. |
| Blason de Crillon-le-Brave | Détails | Le statut officiel du blason reste à déterminer.                                                                 |

| Blason de Cucuron | Blason  | De gueules à la tour d'argent, ouverte et ajourée du champ, accostée de deux sauvages de profil affrontés du même, qui la tiennent, celui de dextre de sa main dextre, celui de senestre de sa main senestre, l'autre main tenant une massue. DeviseCucurrunt sed vixerunt (ils ont couru mais ils ont vaincu) |
| Blason de Cucuron | Détails | Le statut officiel du blason reste à déterminer. |

- Haut – A
- B
- C
- D
- E
- F
- G
- H
- I
- J
- K
- L
- M
- N
- O
- P
- Q
- R
- S
- T
- U
- V
- W
- X
- Y
- Z

## E
| Blason de Entraigues-sur-la-Sorgue | Blason  | De sinople aux deux clefs d'or passées en sautoir, liées du même. |
| Blason de Entraigues-sur-la-Sorgue | Détails | Le statut officiel du blason reste à déterminer.                  |

| Blason de Entrechaux | Blason  | De gueules aux trois têtes de lion d'or, au chef d'argent chargé de trois roses de gueules. |
| Blason de Entrechaux | Détails | Le statut officiel du blason reste à déterminer.                                            |

- Haut – A
- B
- C
- D
- E
- F
- G
- H
- I
- J
- K
- L
- M
- N
- O
- P
- Q
- R
- S
- T
- U
- V
- W
- X
- Y
- Z

## F
| Blason de Faucon | Blason  | D'azur au faucon chaperonné d'or, posé sur une muraille crénelée de trois pièces du même, maçonnée de sable, surmontée de cinq besants aussi d'or posés en orle, trois en chef et un à chaque flanc, au chef cousu de gueules chargé d'une clef d'or et d'une clef d'argent passées en sautoir. |
| Blason de Faucon | Détails | Armes parlantes. Le statut officiel du blason reste à déterminer. |

| Blason de Flassan | Blason  | De gueules à la clef d'or posée en fasce, accompagnée de trois étoiles du même. |
| Blason de Flassan | Détails | Le statut officiel du blason reste à déterminer.                                |

| Blason de Fontaine-de-Vaucluse | Blason  | D'azur, à une truite d'argent et à un ombre du même, nageant l'un sur l'autre. |
| Blason de Fontaine-de-Vaucluse | Détails | Le statut officiel du blason reste à déterminer.                               |

- Haut – A
- B
- C
- D
- E
- F
- G
- H
- I
- J
- K
- L
- M
- N
- O
- P
- Q
- R
- S
- T
- U
- V
- W
- X
- Y
- Z

## G
| Blason de Gargas | Blason  | D'or semé alternativement de tours et de fleurs de lys d'azur, à la macle de gypse en fer de lance de gueules brochant sur le tout. |
| Blason de Gargas | Détails | Le statut officiel du blason reste à déterminer.                                                                                    |

| Blason de Gignac | Blason  | D'argent au chef d'azur chargé d'une rose d'or.  |
| Blason de Gignac | Détails | Le statut officiel du blason reste à déterminer. |

| Blason de Gigondas | Blason  | D'azur au cor d'or lié de gueules. |
| Blason de Gigondas | Détails | Officiel.                          |

| Blason de Gordes | Blason  | De gueules à la gourde d'or, au mantel du même chargé de deux gourdes aussi de gueules. |
| Blason de Gordes | Détails | Armes parlantes. Le statut officiel du blason reste à déterminer.                       |

| Blason de Goult | Blason  | D'or à la bande d'azur chargée de trois croissants d'argent, accompagnée en chef d'un lion d'azur lampassé de gueules et en pointe d'un loup ravissant d'azur, lampassé, armé et vilené de gueules. |
| Blason de Goult | Détails | Le statut officiel du blason reste à déterminer. |

| Blason de Grambois | Blason  | De sable au sapin arraché d'or.                  |
| Blason de Grambois | Détails | Le statut officiel du blason reste à déterminer. |

| Blason de Grillon | Blason  | D'azur au lion d'or tenant une grille du même, au chef cousu de gueules chargé d'une clef d'or et d'une clef d'argent passées en sautoir.                                                |
| Blason de Grillon | Détails | * Il y a là non-respect de la règle de contrariété des couleurs : ces armes sont fautives (gueules sur azur). Armes parlantes. (grille) Le statut officiel du blason reste à déterminer. |

- Haut – A
- B
- C
- D
- E
- F
- G
- H
- I
- J
- K
- L
- M
- N
- O
- P
- Q
- R
- S
- T
- U
- V
- W
- X
- Y
- Z

## I
| Blason de L'Isle-sur-la-Sorgue | Blason  | D'or à un feu de gueules, à la champagne ondée d'azur. DeviseArdet in hostem (il brûle contre l'ennemi) |
| Blason de L'Isle-sur-la-Sorgue | Détails | Le statut officiel du blason reste à déterminer.                                                        |

- Haut – A
- B
- C
- D
- E
- F
- G
- H
- I
- J
- K
- L
- M
- N
- O
- P
- Q
- R
- S
- T
- U
- V
- W
- X
- Y
- Z

## J
| Blason de Jonquerettes | Blason  | D'azur à la bande d'or remplie de gueules, accompagnée en chef d'un sautoir alésé d'or et en pointe d'un jonc feuillé de six pièces du même. |
| Blason de Jonquerettes | Détails | Armes parlantes. Le statut officiel du blason reste à déterminer.                                                                            |

| Blason de Jonquières | Blason  | D'azur à la gerbe de jonc d'or, au cornet virolé du même brochant en fasce sur le tout. |
| Blason de Jonquières | Détails | Armes parlantes. Le statut officiel du blason reste à déterminer.                       |

| Blason de Joucas | Blason  | D'azur au coq d'or posé sur un mont de trois coupeaux du même, accompagné au premier canton d'une croisette de Malte d'argent. |
| Blason de Joucas | Détails | Le statut officiel du blason reste à déterminer.                                                                               |

- Haut – A
- B
- C
- D
- E
- F
- G
- H
- I
- J
- K
- L
- M
- N
- O
- P
- Q
- R
- S
- T
- U
- V
- W
- X
- Y
- Z

## L
| Blason de Lacoste | Blason  | Écartelé : au premier et au quatrième d'or à la tour d'azur, ouverte du champ, au deuxième et au troisième de gueules à l'étoile de huit rais d'or ; à la croix de huit pointes pommetée de sable, chargée d'une colombe fondante d'argent, brochant sur l'écartelé. |
| Blason de Lacoste | Détails | Le statut officiel du blason reste à déterminer. |

| Blason de Lafare | Blason  | De gueules au château d'or, ouvert du champ, maçonné de sable, soutenu d'un loup passant aussi d'or. |
| Blason de Lafare | Détails | Le statut officiel du blason reste à déterminer.                                                     |

| Blason de Lagarde-d'Apt | Blason  | Coupé : au premier d'azur à la croix d'argent, au second d'or au lévrier de sinople. |
| Blason de Lagarde-d'Apt | Détails | Le statut officiel du blason reste à déterminer.                                     |

| Blason de Lagarde-Paréol | Blason  | D'azur à la clef d'or et à la clef d'argent passées en sautoir, au chef cousu de sable chargé d'une étoile de seize rais aussi d'argent.                     |
| Blason de Lagarde-Paréol | Détails | * Il y a là non-respect de la règle de contrariété des couleurs : ces armes sont fautives (sable sur azur). Le statut officiel du blason reste à déterminer. |

| Blason de Lagnes | Blason  | De gueules au gonfanon de sinople frangé d'argent sur une hampe du même posée en pal, accompagné d'une clef d'or et d'une clef aussi d'argent passées en sautoir brochantes. |
| Blason de Lagnes | Détails | Le statut officiel du blason reste à déterminer. |

| Blason de Lamotte-du-Rhône | Blason  | Coupé : au premier de gueules à la clef d'or et à la clef d'argent passées en sautoir, au second d'argent au pont de trois arches de gueules, celle du milieu plus petite, sur une rivière d'azur. |
| Blason de Lamotte-du-Rhône | Détails | Le statut officiel du blason reste à déterminer. |

| Blason de Lapalud | Blason  | De gueules à l'ancre d'argent, à la clef d'or et à la clef d'argent passées en sautoir brochant sur le tout. |
| Blason de Lapalud | Détails | Le statut officiel du blason reste à déterminer.                                                             |

| Blason de Lauris | Blason  | D'or aux deux branches de laurier de sinople passées en sautoir, accompagnées de deux étoiles de gueules, l'une en chef et l'autre en pointe. |
| Blason de Lauris | Détails | Armes parlantes. Le statut officiel du blason reste à déterminer.                                                                             |

| Blason de Lioux | Blason  | Coupé : au premier d'azur à la barre d'or, au second d'argent à l'éléphant d'azur. |
| Blason de Lioux | Détails | Le statut officiel du blason reste à déterminer.                                   |

| Blason de Loriol-du-Comtat | Blason  | D'argent au pin terrassé de sinople.             |
| Blason de Loriol-du-Comtat | Détails | Le statut officiel du blason reste à déterminer. |

| Blason de Lourmarin | Blason  | Écartelé : au premier d'or au loup ravissant d'azur, lampassé et armé de gueules, au deuxième d'azur aux trois tours d'or, ouvertes et ajourées du champ, au troisième palé d'argent et d'azur, au chef aussi d'azur, au quatrième d'argent aux trois corbeaux de sable. |
| Blason de Lourmarin | Détails | Le statut officiel du blason reste à déterminer. |

- Haut – A
- B
- C
- D
- E
- F
- G
- H
- I
- J
- K
- L
- M
- N
- O
- P
- Q
- R
- S
- T
- U
- V
- W
- X
- Y
- Z

## M
| Blason de Malaucène | Blason  | De gueules à la clef d'or et à la clef d'argent passées en sautoir, accompagnées de deux veaux affrontés du même, posés sur les anneaux, la tête contournée. DeviseEx pace ubertas (de la paix la richesse) |
| Blason de Malaucène | Détails | Le statut officiel du blason reste à déterminer. |

| Blason de Malemort-du-Comtat | Blason  | Gironné d'or et de sable de douze pièces, sur le tout d'or au coq de gueules. DeviseOrtus a morte (né de la mort) |
| Blason de Malemort-du-Comtat | Détails | Le statut officiel du blason reste à déterminer.                                                                  |

| Blason de Maubec | Blason  | D'azur au beffroi, accosté de quatre pattes de lion mouvant des flancs, deux à dextre posées en barre l'une sur l'autre et deux à senestre posées en bande l'une sur l'autre, le tout d'or. |
| Blason de Maubec | Détails | Le statut officiel du blason reste à déterminer. |

| Blason de Mazan | Blason  | D'azur à la main appaumée d'argent, accompagnée en chef à dextre d'un soleil d'or et à senestre d'une lune aussi d'argent. DeviseIn manu Dei omnia sunt (tout tient en la main de Dieu) |
| Blason de Mazan | Détails | Le statut officiel du blason reste à déterminer. |

| Blason de Ménerbes | Blason  | D'azur aux lettres gothiques M et B accolées, accompagnées en chef d'un croissant et d'un autre renversé en pointe, l'ensemble surmonté de deux clefs posées en fasce, l'une au-dessus de l'autre, le tout d'or. |
| Blason de Ménerbes | Détails | Le statut officiel du blason reste à déterminer. |

| Blason de Mérindol | Blason  | D'azur, à une hirondelle volante en bande d'argent, à une mer du même.                            |
| Blason de Mérindol | Détails | Armes parlantes. provencal "arendola"=hirondelle Le statut officiel du blason reste à déterminer. |

| Blason de Méthamis | Blason  | Écartelé : au premier et au quatrième d'or à la bande d'azur, au deuxième et au troisième de gueules plain ; sur le tout d'argent à la croix cléchée, vidée et pommetée de douze pièces de gueules. |
| Blason de Méthamis | Détails | Le statut officiel du blason reste à déterminer. |

| Blason de Mirabeau | Blason  | De gueules au soleil d'or, accompagné de trois fleurs de lys du même. |
| Blason de Mirabeau | Détails | Le statut officiel du blason reste à déterminer.                      |

| Blason de Modène | Blason  | D'argent à la croix de gueules chargée de cinq coquilles du champ. |
| Blason de Modène | Détails | Le statut officiel du blason reste à déterminer.                   |

| Blason de Mondragon | Blason  | D'argent au monde d'azur, cintré et croisé d'or. DeviseConcordia amica pacis (la concorde est l'amie de la paix) |
| Blason de Mondragon | Détails | Armes parlantes. (monde) Le statut officiel du blason reste à déterminer.                                        |

| Blason de Monieux | Blason  | D'argent au loup ravissant d'azur, à la bordure de gueules. |
| Blason de Monieux | Détails | Le statut officiel du blason reste à déterminer.            |

| Blason de Monteux | Blason  | D'azur aux trois tours d'argent, maçonnées de sable, ajourées du champ, rangées en fasce, celle du milieu plus haute et ouverte du champ. DeviseUnitas fortitudo (l'union fait la force) |
| Blason de Monteux | Détails | Conflit héraldique : les tours sont dessinées ajourées d'argent. Le statut officiel du blason reste à déterminer.                                                                        |

| Blason de Morières-lès-Avignon | Blason  | Parti : au premier d'azur au sautoir d'or, au second coupé au I de gueules aux trois clefs d'argent posées en fasce et rangées en pal et au II de gueules à la tour d'or. DeviseNomine ne moreris |
| Blason de Morières-lès-Avignon | Détails | Le statut officiel du blason reste à déterminer. |

| Blason de Mormoiron | Blason  | D'azur au mûrier arraché, accosté à dextre d'une lettre M capitale et à senestre d'une ruche, le tout d'or, au chef cousu de gueules chargé d'une clef aussi d'or posée en fasce.                                                    |
| Blason de Mormoiron | Détails | * Ces armes emploient le terme « cousu » dans le seul but de contrevenir à la règle de contrariété des couleurs : elles sont fautives : gueules sur azur. Armes parlantes. (mûrier) Le statut officiel du blason reste à déterminer. |

| Blason de Mornas | Blason  | D'azur à la lettre M d'or, au chef cousu de gueules, chargé d'une clef d'or et d'une clef d'argent passées en sautoir.                                                                                     |
| Blason de Mornas | Détails | * Ces armes emploient le terme « cousu » dans le seul but de contrevenir à la règle de contrariété des couleurs : elles sont fautives : gueules sur azur. Le statut officiel du blason reste à déterminer. |
| Blason de Mornas | Alias   | De gueules, à deux clefs d'argent, passées en sautoir. |

| Blason de Motte-d'Aigues (La) | Blason  | D'argent au château de gueules, ajouré et maçonné de sable, ouvert du champ, posé sur une terrasse aussi de sable. |
| Blason de Motte-d'Aigues (La) | Détails | Le statut officiel du blason reste à déterminer.                                                                   |

| Blason de Murs | Blason  | D'azur au croissant d'or surmonté d'une étoile de six rais du même. DeviseIn stella mea (en mon étoile) |
| Blason de Murs | Détails | Le statut officiel du blason reste à déterminer.                                                        |

- Haut – A
- B
- C
- D
- E
- F
- G
- H
- I
- J
- K
- L
- M
- N
- O
- P
- Q
- R
- S
- T
- U
- V
- W
- X
- Y
- Z

## O
| Blason de Oppède | Blason  | D'azur aux deux chevrons d'argent, rompus, le premier à dextre et le second à senestre, accompagnés en chef des lettres O et P capitales d'or. |
| Blason de Oppède | Détails | Le statut officiel du blason reste à déterminer.                                                                                               |

| Blason de Orange | Blason  | D'azur, à trois oranges d'or sur leur branche de sinople feuillées du même, au chef aussi d'or chargé d'un cornet d'azur virolé et lié de gueules. DeviseJe maintiendrai |
| Blason de Orange | Détails | Armes parlantes. Le statut officiel du blason reste à déterminer. |

- Haut – A
- B
- C
- D
- E
- F
- G
- H
- I
- J
- K
- L
- M
- N
- O
- P
- Q
- R
- S
- T
- U
- V
- W
- X
- Y
- Z

## P
| Blason de Pernes-les-Fontaines | Blason  | D'azur, à un soleil rayonnant d'or, accompagné en pointe d'une perle d'argent. DeviseInter alia lucet Dei gracia (parmi d'autres brille la grâce de Dieu) |
| Blason de Pernes-les-Fontaines | Détails | Le statut officiel du blason reste à déterminer. |

| Blason de Pertuis | Blason  | D'or à la fasce de gueules, à la fleur de lys d'azur brochant sur le tout. |
| Blason de Pertuis | Détails | Le statut officiel du blason reste à déterminer.                           |

| Blason de Peypin-d'Aigues | Blason  | D'or au pin de sinople sur un mont de trois coupeaux de sable.    |
| Blason de Peypin-d'Aigues | Détails | Armes parlantes. Le statut officiel du blason reste à déterminer. |

| Blason de Piolenc | Blason  | D'azur à la clef d'or et à la clef d'argent passées en sautoir, liées aussi d'or, sous une arcature du même, maçonnée de sable. |
| Blason de Piolenc | Détails | Le statut officiel du blason reste à déterminer.                                                                                |

| Blason de Pontet (Le) | Blason  | D'azur au pont d'argent, maçonné de sable, surmonté de trois clefs d'or posées en fasce et rangées en pal. |
| Blason de Pontet (Le) | Détails | Armes parlantes. Le statut officiel du blason reste à déterminer.                                          |

| Blason de Puget | Blason  | D'argent au pieu de gueules.                     |
| Blason de Puget | Détails | Le statut officiel du blason reste à déterminer. |

| Blason de Puyméras | Blason  | D'or au mont de trois coupeaux d'azur, accosté de deux loups affrontés du même, au chef de gueules semé de billettes du champ. |
| Blason de Puyméras | Détails | Le statut officiel du blason reste à déterminer.                                                                               |

| Blason de Puyvert | Blason  | D'or à la fasce ondée de gueules, accompagnée en chef d'un flanchis de sinople et en pointe d'une montagne de trois coupeaux du même. |
| Blason de Puyvert | Détails | Le statut officiel du blason reste à déterminer.                                                                                      |

- Haut – A
- B
- C
- D
- E
- F
- G
- H
- I
- J
- K
- L
- M
- N
- O
- P
- Q
- R
- S
- T
- U
- V
- W
- X
- Y
- Z

## R
| Blason de Rasteau | Blason  | D'azur aux quatre chaînes d'or posées en sautoir et réunies en abîme par un annelet du même. |
| Blason de Rasteau | Détails | Le statut officiel du blason reste à déterminer.                                             |

| Blason de Richerenches | Blason  | D'argent au chêne de sinople, fruité de sable.   |
| Blason de Richerenches | Détails | Le statut officiel du blason reste à déterminer. |

| Blason de Roaix | Blason  | De gueules à la fasce d'argent chargée de quatre colonnes de sable, accompagnée en chef de deux étoiles d'or. |
| Blason de Roaix | Détails | Le statut officiel du blason reste à déterminer.                                                              |

| Blason de Robion | Blason  | De gueules à l'équerre d'or à dextre, l'angle dirigé vers le canton dextre de la pointe, senestrée d'un dauphin couronné d'or. |
| Blason de Robion | Détails | Le statut officiel du blason reste à déterminer.                                                                               |

| Blason de La Roque-Alric | Blason  | D'argent à la croix recroisetée d'azur, cantonnée de quatre mouchetures d'hermine de sable. |
| Blason de La Roque-Alric | Détails | Le statut officiel du blason reste à déterminer.                                            |

| Blason de La Roque-sur-Pernes | Blason  | D'azur à la huppe essorante d'argent, becquée et onglée de gueules, accompagnée de sept étoiles d'or, quatre rangées en chef et trois en pointe. |
| Blason de La Roque-sur-Pernes | Détails | Le statut officiel du blason reste à déterminer.                                                                                                 |

| Blason de Roussillon | Blason  | De sinople à la fasce d'argent chargée d'une rose de gueules. |
| Blason de Roussillon | Détails | Le statut officiel du blason reste à déterminer.              |

| Blason de Rustrel | Blason  | D'azur au rustre d'or.                                                     |
| Blason de Rustrel | Détails | Armes parlantes. (rustre) Le statut officiel du blason reste à déterminer. |

- Haut – A
- B
- C
- D
- E
- F
- G
- H
- I
- J
- K
- L
- M
- N
- O
- P
- Q
- R
- S
- T
- U
- V
- W
- X
- Y
- Z

## S
| Blason de Sablet | Blason  | D'azur à la tour perronnée de trois marches d'argent, ouverte, ajourée et maçonnée de sable, au chef aussi d'argent chargé de l'inscription SABLET en lettres capitales aussi de sable. DeviseFidelis et tutus (fidèle et sûr) |
| Blason de Sablet | Détails | Le statut officiel du blason reste à déterminer. |

| Blason de Saignon | Blason  | De gueules aux trois châteaux donjonnés d'or, ouverts et ajourés de sable, posés sur trois rochers du même.                                                     |
| Blason de Saignon | Détails | * Il y a là non-respect de la règle de contrariété des couleurs : ces armes sont fautives (sable sur gueules). Le statut officiel du blason reste à déterminer. |

| Blason de Saint-Christrol | Blason  | De gueules au sautoir d'or, sur le tout d'azur à Saint Christophe portant de sa dextre un enfant auréolé et tenant de sa senestre un bâton, le tout d'argent, au chef cousu d'azur chargé de trois ensembles de deux vires aussi d'argent. |
| Blason de Saint-Christrol | Détails | * Il y a là non-respect de la règle de contrariété des couleurs : ces armes sont fautives (azur sur gueules). Le statut officiel du blason reste à déterminer.                                                                             |

| Blason de Saint-Didier | Blason  | Écartelé d'or et de gueules à la croix cléchée, vidée et pommetée de douze pièces, brochant de l'un en l'autre. |
| Blason de Saint-Didier | Détails | Adopté le 17 juin 1983.                                                                                         |

| Blason de Saint-Hippolyte-le-Graveyron | Blason  | D'or à la bande vivrée d'azur, accompagnée de deux carreaux du même. |
| Blason de Saint-Hippolyte-le-Graveyron | Détails | Le statut officiel du blason reste à déterminer.                     |

| Blason de Saint-Léger-du-Ventoux | Blason  | D'argent à la bande d'azur chargée de trois molettes d'or, au chef de gueules chargé d'une clef aussi d'or et d'une clef du champ passées en sautoir. |
| Blason de Saint-Léger-du-Ventoux | Détails | Le statut officiel du blason reste à déterminer. |

| Blason de Saint-Marcellin-lès-Vaison | Blason  | D'azur au château d'argent, ouvert, ajouré et maçonné de sable. |
| Blason de Saint-Marcellin-lès-Vaison | Détails | Le statut officiel du blason reste à déterminer.                |

| Blason de Saint-Martin-de-Castillon | Blason  | D'azur à Saint Martin sur son cheval coupant son manteau pour en donner une moitié à un pauvre assis entre les jambes du cheval et tendant la dextre, le tout d'argent. |
| Blason de Saint-Martin-de-Castillon | Détails | Armes parlantes. Le statut officiel du blason reste à déterminer. |

| Blason de Saint-Martin-de-la-Brasque | Blason  | Coupé d'azur et d'argent, à Saint Martin sur son cheval coupant son manteau pour en donner une moitié à un pauvre assis entre les jambes du cheval et tendant la dextre, le tout brochant de l'un en l'autre. |
| Blason de Saint-Martin-de-la-Brasque | Détails | Armes parlantes. Le statut officiel du blason reste à déterminer. |

| Blason de Saint-Pantaléon | Blason  | D'azur au caducée d'or, au chef du même chargé d'une fleur de lys, accostée de deux tours, le tout d'azur. |
| Blason de Saint-Pantaléon | Détails | Le statut officiel du blason reste à déterminer.                                                           |

| Blason de Saint-Pierre-de-Vassols | Blason  | De gueules au coq perché sur une clef posée en fasce, le tout d'or. |
| Blason de Saint-Pierre-de-Vassols | Détails | Le statut officiel du blason reste à déterminer.                    |

| Blason de Saint-Romain-en-Viennois | Blason  | De gueules au dauphin d'or, au chef du même chargé de deux clefs de sable passées en sautoir. |
| Blason de Saint-Romain-en-Viennois | Détails | Le statut officiel du blason reste à déterminer.                                              |

| Blason de Saint-Roman-de-Malegarde | Blason  | Tranché : au premier de gueules à la tour d'or, ouverte et ajourée du champ, au second d'or au bélier de gueules. |
| Blason de Saint-Roman-de-Malegarde | Détails | Le statut officiel du blason reste à déterminer.                                                                  |

| Blason de Saint-Saturnin-lès-Apt | Blason  | De gueules à la vache arrêtée d'or, montrant les deux yeux, accompagnée en chef d'une étoile du même et en pointe d'une croisette d'argent. |
| Blason de Saint-Saturnin-lès-Apt | Détails | Le statut officiel du blason reste à déterminer.                                                                                            |

| Blason de Saint-Saturnin-lès-Avignon | Blason  | D'azur à Saint Saturnin d'argent, tenant sa crosse et bénissant, posé sur une terrasse du même, accosté de deux étoiles d'or. |
| Blason de Saint-Saturnin-lès-Avignon | Détails | Armes parlantes. Le statut officiel du blason reste à déterminer.                                                             |

| Blason de Saint-Trinit | Blason  | D'argent au loup ravissant d'azur, accompagné au premier canton d'un flanchis de gueules. |
| Blason de Saint-Trinit | Détails | Le statut officiel du blason reste à déterminer.                                          |

| Blason de Sainte-Cécile-les-Vignes | Blason  | D'azur à la harpe d'or, au chef d'argent chargé de trois grappes de raisin de gueules. |
| Blason de Sainte-Cécile-les-Vignes | Détails | Armes parlantes. Le statut officiel du blason reste à déterminer.                      |

| Blason de Sannes | Blason  | De gueules au chevron d'argent, accompagné en chef de deux fleurs d'iris d'eau d'or et en pointe d'une ancre de vaisseau de quatre branches du même. |
| Blason de Sannes | Détails | Le statut officiel du blason reste à déterminer. |

| Blason de Sarrians | Blason  | D'azur à la clef d'or et à la clef d'argent passées en sautoir, accompagnées en chef d'une tour donjonnée d'or, ouverte du champ, ajourée et maçonnée de sable. |
| Blason de Sarrians | Détails | Le statut officiel du blason reste à déterminer. |

| Blason de Sault | Blason  | D'argent au loup ravissant d'azur armé et lampassé de gueules. |
| Blason de Sault | Détails | Le statut officiel du blason reste à déterminer.               |

| Blason de Saumane-de-Vaucluse | Blason  | De gueules à l'aigle couronnée d'or, accompagnée au premier canton d'une étoile de huit rais du même. |
| Blason de Saumane-de-Vaucluse | Détails | Le statut officiel du blason reste à déterminer.                                                      |

| Blason de Savoillan | Blason  | D'azur à la cigogne d'argent, becquée de gueules, tenant dans son bec un serpent de sinople, posée sur une terrasse du même, accompagnée de trois étoiles d'or rangées en chef. |
| Blason de Savoillan | Détails | * Il y a là non-respect de la règle de contrariété des couleurs : ces armes sont fautives (sinople sur azur). Le statut officiel du blason reste à déterminer.                  |

| Blason de Séguret | Blason  | D'azur à la tour d'or, maçonnée de sable, posée sur un mont de trois coupeaux d'argent, au chef cousu de gueules chargé d'une clef aussi d'or et d'une clef aussi d'argent passées en sautoir.             |
| Blason de Séguret | Détails | * Ces armes emploient le terme « cousu » dans le seul but de contrevenir à la règle de contrariété des couleurs : elles sont fautives : gueules sur azur. Le statut officiel du blason reste à déterminer. |

| Blason de Sérignan-du-Comtat | Blason  | De gueules à la lettre S capitale d'argent, accompagnée de six besants du même posés en orle, au chef échiqueté de gueules et d'argent de trois tires. |
| Blason de Sérignan-du-Comtat | Détails | Le statut officiel du blason reste à déterminer. |

| Blason de Sivergues | Blason  | D'or à la croix de huit pointes pommetée de sable, chargée d'une colombe fondante d'argent, accompagnée en chef d'une fleur de lys accostée de deux tours, le tout d'azur. |
| Blason de Sivergues | Détails | Le statut officiel du blason reste à déterminer. |

| Blason de Sorgues | Blason  | D'azur au pont de trois arches d'argent, celle du milieu plus haute, maçonné de sable, sommé d'une croix latine aussi d'argent, le tout sur une rivière ondée du même et de sinople. DeviseSemper valentior surgo (toujours plus forte, je jaillis) |
| Blason de Sorgues | Détails | Le statut officiel du blason reste à déterminer. |

| Blason de Suzette | Blason  | Parti : au premier d'azur aux trois bandes d'or, au second d'or au loup ravissant d'azur. |
| Blason de Suzette | Détails | Le statut officiel du blason reste à déterminer.                                          |

- Haut – A
- B
- C
- D
- E
- F
- G
- H
- I
- J
- K
- L
- M
- N
- O
- P
- Q
- R
- S
- T
- U
- V
- W
- X
- Y
- Z

## T
| Blason de Taillades (Les) | Blason  | D'azur à la tour d'or, ouverte, ajourée et maçonnée de sable, posée sur une terrasse d'argent, entaillée à senestre, le tout surmonté d'une escoude aussi d'or et d'un maillet du même passés en sautoir. |
| Blason de Taillades (Les) | Détails | Le statut officiel du blason reste à déterminer. |

| Blason de Thor (Le) | Blason  | D'azur au taureau d'or, accompagné au premier canton d'une étoile du même. DeviseStella taurum ducit (l'étoile conduit le taureau) |
| Blason de Thor (Le) | Détails | Armes parlantes. Le statut officiel du blason reste à déterminer.                                                                  |

| Blason de Tour-d'Aigues (La) | Blason  | Coupé: au 1er d'azur à la bande d'or, au 2e d'argent au bouc de gueules. |
| Blason de Tour-d'Aigues (La) | Détails | Le statut officiel du blason reste à déterminer.                         |

| Blason de Travaillan | Blason  | D'azur à la fasce échiquetée de gueules et d'argent de trois tires, accompagné en chef d'une étoile de seize rais d'or et en pointe d'une croisette cléchée, vidée et pommetée de douze pièces du même. |
| Blason de Travaillan | Détails | Le statut officiel du blason reste à déterminer. |

- Haut – A
- B
- C
- D
- E
- F
- G
- H
- I
- J
- K
- L
- M
- N
- O
- P
- Q
- R
- S
- T
- U
- V
- W
- X
- Y
- Z

## U
| Blason de Uchaux | Blason  | De gueules à la borne milliaire d'argent portant le chiffre VIII romain de sable, au chef échiqueté aussi de gueules et aussi d'argent de trois tires. |
| Blason de Uchaux | Détails | Le statut officiel du blason reste à déterminer. |

- Haut – A
- B
- C
- D
- E
- F
- G
- H
- I
- J
- K
- L
- M
- N
- O
- P
- Q
- R
- S
- T
- U
- V
- W
- X
- Y
- Z

## V
| Blason de Vacqueyras | Blason  | Fascé d'argent et de gueules de six pièces, au chef du même chargé d'une clef d'or et d'une clef aussi d'argent passées en sautoir. |
| Blason de Vacqueyras | Détails | Le statut officiel du blason reste à déterminer.                                                                                    |

| Blason de Vaison-la-Romaine | Blason  | D'azur au vase d'argent d'où sortent deux tiges de pampres de vigne de sable, chargées chacune de deux grappes de raisin de gueules, feuillées de sinople, sommé d'une croisette pattée cousue aussi de sable. DeviseUnitas fortitudo dissentio fragilitas |
| Blason de Vaison-la-Romaine | Détails | Conflit héraldique : les grappes de raisin sont dessinées d'azur. Le statut officiel du blason reste à déterminer. |
| Blason de Vaison-la-Romaine | Alias   | D'azur, à un soleil rayonnant d'or, accompagné en pointe d'une perle d'argent. |
| Blason de Vaison-la-Romaine | Alias   | D'azur, à un P d'or entouré de deux branches d'olivier au naturel. |

| Blason de Valréas | Blason  | D'azur aux deux clefs adossées d'argent, accompagnées en abîme d'un croissant du même. DeviseSalva re, claves regat deus (l'état étant sauf, que Dieu prenne les clefs) |
| Blason de Valréas | Détails | Le statut officiel du blason reste à déterminer. |

| Blason de Vaugines | Blason  | De gueules aux trois annelets d'argent.          |
| Blason de Vaugines | Détails | Le statut officiel du blason reste à déterminer. |

| Blason de Vedène | Blason  | D'azur à l'écusson d'argent à la bande de sable remplie d'or et accompagnée de deux roses de gueules, accompagné en chef d'une clef aussi d'or posée en fasce et en pointe d'une croisette du même. |
| Blason de Vedène | Détails | Le statut officiel du blason reste à déterminer. |

| Blason de Velleron | Blason  | D'azur à la voile latine d'argent, avec une bôme de sable, brochant sur un mât du même, surmontée de trois étoiles aussi d'argent rangées en chef. |
| Blason de Velleron | Détails | Le statut officiel du blason reste à déterminer.                                                                                                   |

| Blason de Venasque | Blason  | De gueules, à la croix cléchée, vidée et pommetée de douze pièces d'or. |
| Blason de Venasque | Détails | Le statut officiel du blason reste à déterminer.                        |

| Blason de Viens | Blason  | De gueules aux deux dauphins couronnés affrontés tenant de leurs gueules une même grappe de raisin par ses sarments, soutenus d'un croissant, le tout d'or. |
| Blason de Viens | Détails | Le statut officiel du blason reste à déterminer. |

| Blason de Villars | Blason  | De sinople à la queue (ou masse) de billard d'argent posée en pal, emmanchée de gueules. |
| Blason de Villars | Détails | Le statut officiel du blason reste à déterminer.                                         |

| Blason de Villedieu | Blason  | D'azur au léopard lionné d'or. DeviseNoli irritare leonem (n'irritez pas le lion) |
| Blason de Villedieu | Détails | Le statut officiel du blason reste à déterminer.                                  |

| Blason de Villelaure | Blason  | Coupé : au premier d'or à la bande d'azur, au second de gueules au léopard d'argent. |
| Blason de Villelaure | Détails | Le statut officiel du blason reste à déterminer.                                     |

| Blason de Villes-sur-Auzon | Blason  | D'azur à l'agneau pascal d'argent, la tête contournée, portant une croix du même soutenant d'une bannière aussi d'argent chargée d'une croisette de gueules, accompagné au premier canton d'un flanchis d'argent. |
| Blason de Villes-sur-Auzon | Détails | Le statut officiel du blason reste à déterminer. |

| Blason de Violès | Blason  | D'azur à la crosse posée en pal chargée d'un cornet, accostée en chef de deux fleurs de lys et en pointe de deux grappes de raisin, le tout d'or. |
| Blason de Violès | Détails | Le statut officiel du blason reste à déterminer.                                                                                                  |

| Blason de Visan | Blason  | D'azur au dauphin d'or, à la fasce d'argent brochant sur le tout. |
| Blason de Visan | Détails | Le statut officiel du blason reste à déterminer.                  |

| Blason de Vitrolles-en-Luberon | Blason  | D'azur au lion d'or rampant contre un rocher d'argent à dextre. |
| Blason de Vitrolles-en-Luberon | Détails | Le statut officiel du blason reste à déterminer.                |